# Bokšić (żupania osijecko-barańska)
Bokšić – wieś w Chorwacji, w żupanii osijecko-barańskiej, w gminie Đurđenovac. W 2011 roku liczyła 433 mieszkańców.